# Канело (птах)
Канело (Hypocryptadius cinnamomeus) — вид горобцеподібних птахів родини горобцевих (Passeridae).

## Класифікація
Традиційно, вид відносили до родини окулярникових (Zosteropidae), але у 2010 році на основі генетичних і детальних морфологічних досліджень, він був переведений до горобцевих.

## Поширення
Ендемік філіппінського острова Мінданао. Його природним середовищем існування є тропічні вологі гірські ліси та мохові ліси на висоті понад 1000 метрів.